# Barbie en super princesse
Série Barbie
Barbie et la Porte secrète
(2014) Barbie : Rock et Royales
(2015)
Pour plus de détails, voir Fiche technique et Distribution.
Barbie en super princesse (Barbie in Princess Power) est le 29e long-métrage d'animation qui met en scène le personnage de Barbie. Le film est sorti directement en vidéo en 2015 et a été réalisé par Zeke Norton.

## Synopsis
Kara est une jeune princesse désireuse de se rendre utile et friande des nouvelles technologies inventées par ses deux meilleures amies, les jumelles Madison et Makalya. Elle vit avec ses parents surprotecteurs, ses deux petites sœurs et sa cousine, Corinne, avec laquelle elle ne s'entend pas. Au château vit aussi le Baron Von Ravendale, conseiller du roi, qui voudrait reprendre le trône que ses ancêtres ont perdu il y a fort longtemps. Pour ce faire, il prépare une potion censée lui donner des super pouvoirs, qui finit malencontreusement dans l'égout et atterrit sur une chenille qui devient alors un papillon très spécial.
Un jour, la princesse Kara empêche sa cousine d'écraser le papillon magique qui, pour la remercier, l'embrasse sur la joue. Kara se sent alors transformée et ne tarde pas à découvrir qu'elle est devenue une super princesse. Avec l'aide précieuse de ses amies, elle devient une héroïne du nom de Super Paillette. Mais Corinne, jalouse de sa cousine, découvre la vérité et compte bien lui voler la vedette en devenant Super Étoile.
Pendant que les deux jeunes filles rivalisent en actes héroïques, le Baron prépare une nouvelle potion pour tenter de les surpasser et de s'emparer du royaume. 

## Fiche technique
- Titre original : Barbie in Princess Power
- Titre français : Barbie en super princesse
- Réalisation : Zeke Norton
- Scénario : Marsha Griffin
- Direction artistique : Patricia Atchison
- Musique : Jim Dooley
- Production : Margaret M. Dean et Shelley Dvi-Vardhana ; David Wiebe et David Voss (exécutifs)
- Sociétés de production : Mattel Playground Productions, Rainmaker Entertainment
- Société de distribution : Universal Studios Home Entertainment
- Pays d'origine : États-Unis, Canada
- Langue d'origine : anglais
- Format : couleur - son stéréo
- Genre : film d'animation
- Durée : 73 minutes
- Dates de sortie :
  - États-Unis : 3 mars 2015
  - Belgique : 7 mars 2015 (première)[2]
  - France : 24 mars 2015[3]

Sources : Générique du DVD, IMDb

## Distribution
| - Kelly Sheridan : Kara (Super Sparkle) - Britt Irvin : Corinne (Dark Sparkle) - Rebecca Husain : Madison - Kira Tozer : Makalya - Michael Kopsa : Baron Von Ravendale - Chelsea Miller : Zoey, petite sœur de Kara - Alyssa Swales : Gabby, petite sœur de Kara - Patricia Drake : Reine Karina - Michael Adamthwaite : Roi Kristoff et louvrier en bâtiment - Brian Drummond : L'officier de police - Michael Daingerfield : Le chef des pompiers - Adam Pateman : Voleur 1 - David Kaye : Wes Rivers, le reporter - Brady Roberts : Voleur 2 - Gabe Khouth : Bruce, la grenouille du Baron - Tabitha St Germain : Parker, le chat de Kara - Kathleen Barr : Newton, le chien de Kara | - Noémie Orphelin : Kara (Super Paillette) - Delphine Moriau : Corinne (Super Étoile) et Madison - Sophie Frison : Makalya - Philippe Résimont : Baron Von Ravendale - Delphine Chauvier : Zoey - Sophie Landresse : Gabby - Micheline Goetals : Reine Karine - Jean-Michel Vovk : Roi Kristoff et le policier - Antoni Lo Presti : L'ouvrier, le pompier et un voleur - Grégory Praet : Wes Rivers et un voleur[réf. nécessaire] |

Source : Générique du DVD

## Chansons du film
- Coolest Thing Ever - Nevada Brandt
- Superhero Beat - Rachel Bearer & Allie Feder
- Soaring -  Rachel Bearer

## Autour du film
Créée en 1959, la Poupée Barbie est à l'origine de nombreux produits dérivés. Elle a également inspiré plusieurs films d’animation. Barbie en Super Princesse est sorti la même année que Barbie: Rock et Royales et Barbie et ses sœurs : La Grande Aventure des chiots.

### Articles Connexes
- Poupée Barbie
- Liste des films d'animation de Barbie